# Eilert Tscherning (officer)
 For alternative betydninger, se Eilert Tscherning. (Se også artikler, som begynder med Eilert Tscherning)
Eilert Peter Tscherning (2. februar 1767 i København – 26. juli 1832 sammesteds) var en dansk officer, far til A.F. Tscherning.

## Karriere
Han var søn af kræmmer, kaptajn i borgervæbningen Andreas Tscherning (1707-1781) og Karen Maria født Mørch. Tscherning blev student 1783, tog fat på teologien, opgav den for juraen og forlod sluttelig den akademiske vej for at slå ind på den militære. Han trådte 1788 ind i artilleriet, deltog i felttoget i Bohuslän, blev derefter sekondløjtnant og tjente nu seks år i våbenet dels i Danmark, dels i Norge, samtidig med at han studerede matematik og teknik. 26. december 1792 ægtede han Marie Lützow (1768 – 1830), datter af viceadmiral Anton Frederik Lützow. 1794 blev han kaptajn og inspektør på Frederiksværk. Det var en stor virksomhed for så ung en mand, men han var en selvstændig og arbejdsom natur; fra sit 18. år havde han som forældreløs måttet sørge for sig selv. Han tog fat med kraft og lyst, heldet fulgte ham, værket blomstrede og var i en årrække landets største industrielle etablissement. Tscherning styrede sine værksteder, syslede med sit landbrug, tog sig faderlig af sine arbejdere, opdrog sine børn og fandt endda tid til i ny og næ at optræde som forfatter.

## Englandskrigene
Sine militære interesser glemte han heller ikke, og da værkets personale 1801 fik en militær organisation, blev han major; fire år efter fik han kommandoen over korpset. Da englænderne 1807 truede Sjælland, sendte Tscherning store krudtforsyninger til København, og efter landgangen ved Vedbæk marcherede han selv med 800 krudtvogne og en del af sit korps ad hovedstaden til. Et par mil fra byen blev han stoppet af fjenden, mistede nogle vogne, men førte personlig en del af transporten til Kronborg, medens hovedstyrken af kolonnen undslap til Frederiksværk. Englænderne forfulgte den, men så langsomt, at Tscherning nåede værket før dem; det lykkedes ham at indbilde dem, at dette var befæstet, og de tilstod ham en fordelagtig kapitulation. Tschernings forhandlinger med fjenden vakte kronprinsens højeste mishag, men da han så, hvor store værdier den snilde inspektør havde reddet, slog han om, og fra nu af stod Tscherning fast i hans gunst.

## Den Dansk-Svenske Krig
Under krigen med Sverige 1808-09 spillede Tscherning en stor rolle; på sine forretningsrejser havde han erhvervet et ret grundigt kendskab til svenske forhold og havde rekognosceret store dele af landet; han forsynede stadig den danske regering med efterretninger og udarbejdede en angrebsplan, som vidnede om et godt militært blik, men som naturligvis ikke blev udført. Hans virksomhed blev dog påskønnet, han blev oberstløjtnant, og lige til 1814 blev han stærkt benyttet i efterretningsvæsenets tjeneste. Regeringen stillede betydelige midler til hans rådighed, og fra 1811-13 oversvømmede han Sverige med en hærskare af spioner, dels handlende og håndværkere, der optrådte som agenter for værket, dels videnskabsmænd, der samtidig studerede og indsamlede efterretninger. Tscherning var ret i sit element, han holdt trådene i sin hånd, instruerede sine spioner, af hvilke adskillige, som Christian Molbech, Rasmus Nyerup og Rasmus Rask, var noget uvante med faget, bearbejdede deres indberetninger og kontrollerede dem af og til på stedet.

## Napoleonskrigene
Tscherning havde også en militær kommando, i det kystbevogtningen fra Frederikssund til Hellebæk var ham underlagt, men først i slutningen af 1813 blev han ansat i den aktive hær. Svenske, tyske og russiske tropper havde oversvømmet Holsten og var trængte ind i Sønderjylland, kongen samlede hæren bag Lillebælt og betroede kommandoen på Als til Tscherning, der havde henledet hans opmærksomhed på flankestillingens betydning; med stor energi organiserede han i kort tid af de mest forskelligartede bestanddele et lille korps på 1600 mand, hvorpå han gik over til Sundeved; det lykkedes ham at imponere fjenden, der troede, at han rådede over en anselig styrke, og den svenske general Anders Fredrik Skjöldebrand sluttede en for de danske meget fordelagtig konvention med ham. Den russiske general Friedrich Carl von Tettenborn søgte at kuldkaste overenskomsten, men Tscherning hævdede med fasthed stillingen til freden i Kiel. I det tidsrum, der hengik, indtil freden definitivt var sikret, ledede Tscherning efterretningsvæsenet; derpå gik han tilbage i sin gamle stilling og forlod 1816 hæren med obersts karakter. Det lykkedes ham, støttet af sin søn, at holde værket oppe i de vanskelige år efter krigen, og da han 1830, kort efter sin hustrus død, tog sin afsked, var tilstanden forholdsvis god. Sine sidste år tilbragte han i København som vicekommandant på Rosenborg, sysselsat med litterære småarbejder. Han døde 26. juli 1832. 1813 var han blevet Ridder af Dannebrog og 1815 Dannebrogsmand.

## Familie
Børn med hustru Marie Lützow:
- Elisabeth Birgitte Tscherning (1793-1861) – gift med general Christian Julius de Meza (1792-1865)
- Karen Marie Tscerning (1794-1858) – gift med kaptajn, chef for raketkorpset Andreas Anthon Frederik Schumacher (1782-1823)
- Anthon Frederik Tscherning (1795-1874) oberst, krigsminister – gift med Eleonora Christine Lützow (1817-1890)
- Andreas Tscherning (1797-1797)
- Sara Sophie Tscherning (1803-1841)
- Albertine Andrea Tscherning (1805-1889) – gift med major Carl Gunder Dalberg (1800-1862)

Han er begravet på Garnisons Kirkegård. Hans skriftlige efterladenskaber findes i Rigsarkivet og Hærarkivet. Der findes et portrætmaleri; fotografi deraf i Officersforeningen.